# بوليغ بروك (إلينوي)
بوليغ بروك (بالإنجليزية: Bolingbrook, Illinois)‏ هي منطقة سكنية تقع في الولايات المتحدة في إلينوي. يقدر عدد سكانها بـ 74,039 نسمة .

## المدن التوأمة
مدينة San Pablo هي مدينة توأمة لـبوليغ بروك (إلينوي).

## أعلام
- أنتوني هيرون
- بين مور
- بات مكمان
- مصطفى علي
- فيكتور بيينيدا